# Shōjirō Sugimura
Shōjirō Sugimura (jap. 杉村正二郎 Sugimura Shōjirō; ur. 4 kwietnia 1905, zm. 15 stycznia 1975) – japoński piłkarz, reprezentant kraju.

## Kariera reprezentacyjna
W reprezentacji Japonii zadebiutował 27 sierpnia 1927 w meczu przeciwko reprezentacji Chin.

## Statystyki
| Reprezentacja Japonii | Reprezentacja Japonii | Reprezentacja Japonii |
| Rok                   | Mecze                 | Gole                  |
| --------------------- | --------------------- | --------------------- |
| 1927                  | 1                     | 0                     |
| Razem                 | 1                     | 0                     |